# Deer Island
Deer Island – niezamieszkana wyspa należąca do Archipelagu Arktycznego, znajdująca się w regionie Kivalliq, Nunavut, Kanada. Leży w zatoce Chesterfield Inlet.